# Juliette Bonkoungou
Pour les articles homonymes, voir Bonkoungou.
 (septembre 2022).
Juliette Bonkoungou née Juliette Yameogo (14 mai 1954) est une magistrate et personnalité politique burkinabée.

## Vie politique
En 1990, elle crée son parti politique, l'Union des Sociaux Démocrates du Burkina (UDS) qui fusionnera en 1996 avec neuf autres partis pour former le Congrès pour la démocratie et le progrès.
Elle est nommée pour la première fois ministre le 16 juin 1991 avec le titre de Ministre de la fonction publique et de la modernisation de l'administration. Elle restera en place dans les gouvernements successifs jusqu'en septembre 1997, date à laquelle elle est nommée présidente du Conseil Économique et Social (CES) et où le futur Premier Ministre Paramanga Ernest Yonli la remplace à la tête du ministère. En ayant été appelée neuf fois en huit ans, elle était en 2009 la seconde femme à la plus longue longévité en tant que ministre au Burkina Faso, derrière Alice Tiendrébéogo-Kaboret.
Première femme nommée à la tête du CES, elle occupe cette fonction jusqu'en 2003. À cette date elle rejoint le Canada comme ambassadrice du Burkina Faso. Elle occupe ce poste jusqu'en 2012.